# Geografia Malaysiei

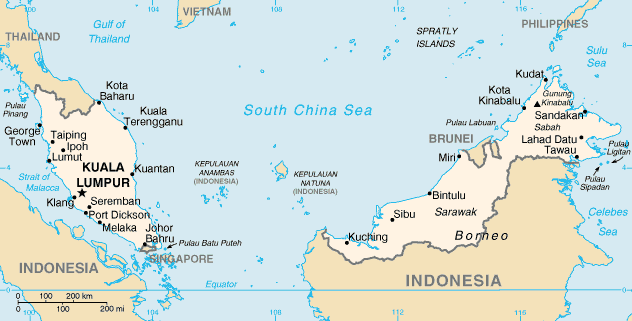
Harta Malaysiei

Malaysia este formată din două regiuni, una aflată în peninsula Malacca, cealaltă în nordul insulei Borneo. Cele două regiuni sunt separate de Marea Chinei de Sud, și se află la o distanță de 650 km una de cealaltă. Clima este caldă, umedă și ploioasă. Malaysia abundă de plaje aurii și păduri tropicale. Relieful este predomonant muntos, format din lanțuri altitudini ce ajung la 4100 m (muntele Kinabalu, cel mai înalt din Asia de Sud), care închid podișuri (Koart ș.a.) și câmpii (câmpia Siamului ș.a.). În sud, peninsula Indochina se îngustează tot mai mult și ajunge, prin intermediul peninsulei Malacca, până aproape de Ecuator.

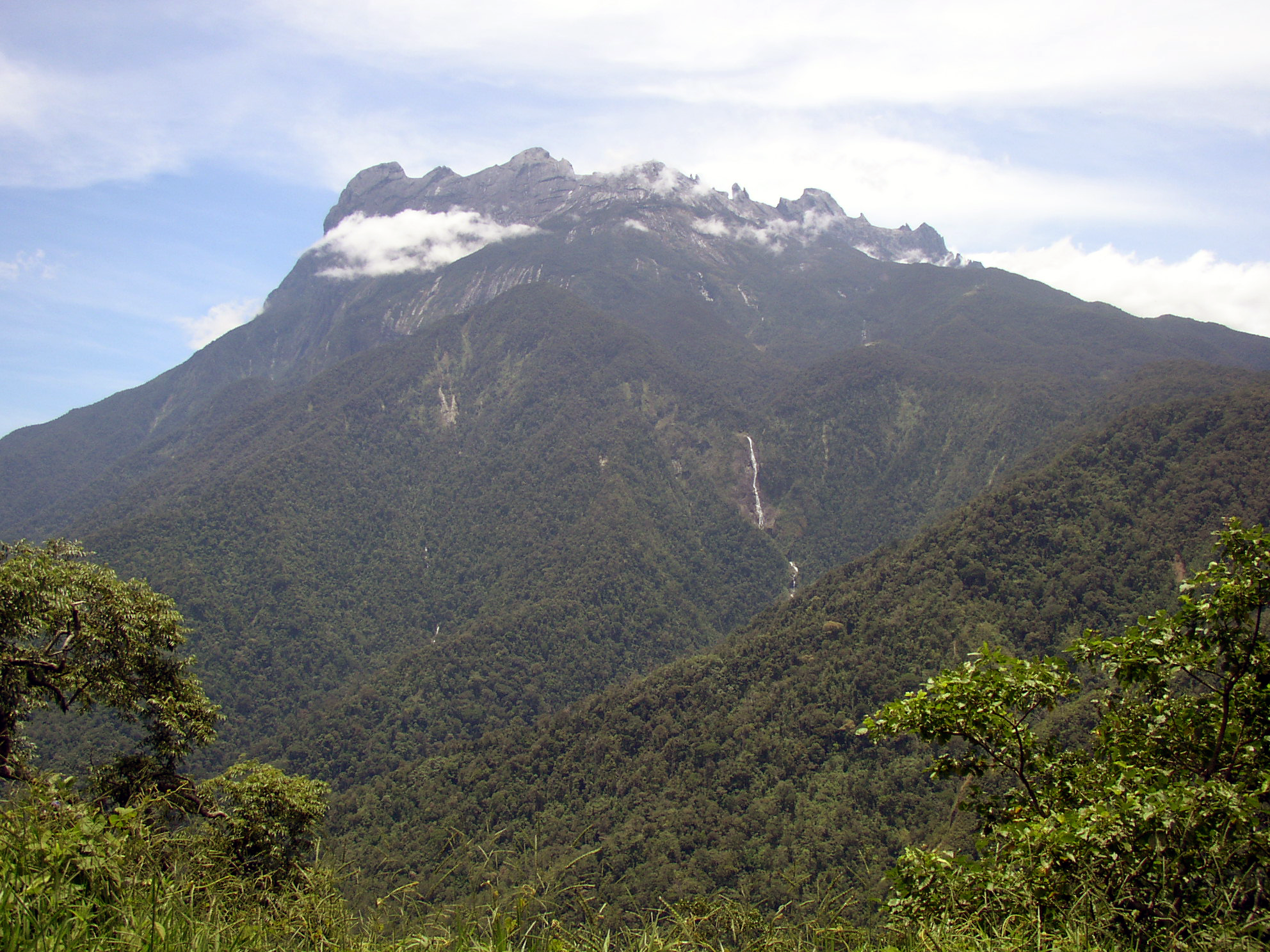
Muntele Kinabalu

Țara este o federație compusă din 13 state (11 state sunt situate în Malaysia peninsulară, iar două - Sabah și Sarawak - sunt situate pe insula Borneo) și un district federal care cuprinde capitala Kuala Lumpur, centrul administrativ Putrajaya și insula Labuan (situată la sud-vest de statul Sabah).